# Orbamia ocellata
Orbamia ocellata är en fjärilsart som beskrevs av W. Warren 1897. Orbamia ocellata ingår i släktet Orbamia och familjen mätare. Inga underarter finns listade i Catalogue of Life.